# Telefoonkabel

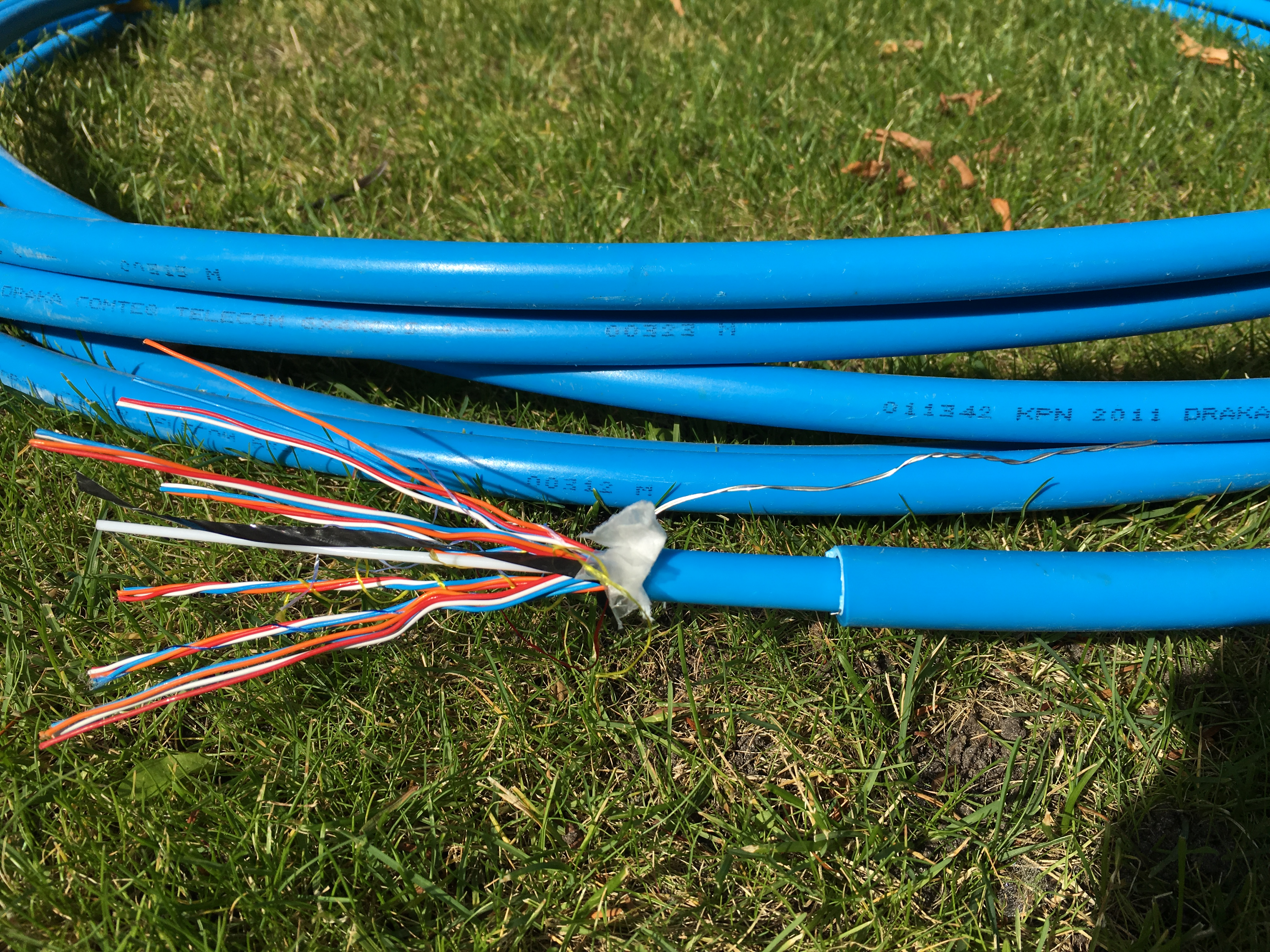
Telefoongrondkabel Norm 92 KPN: 6×(4×0,5+0,8)

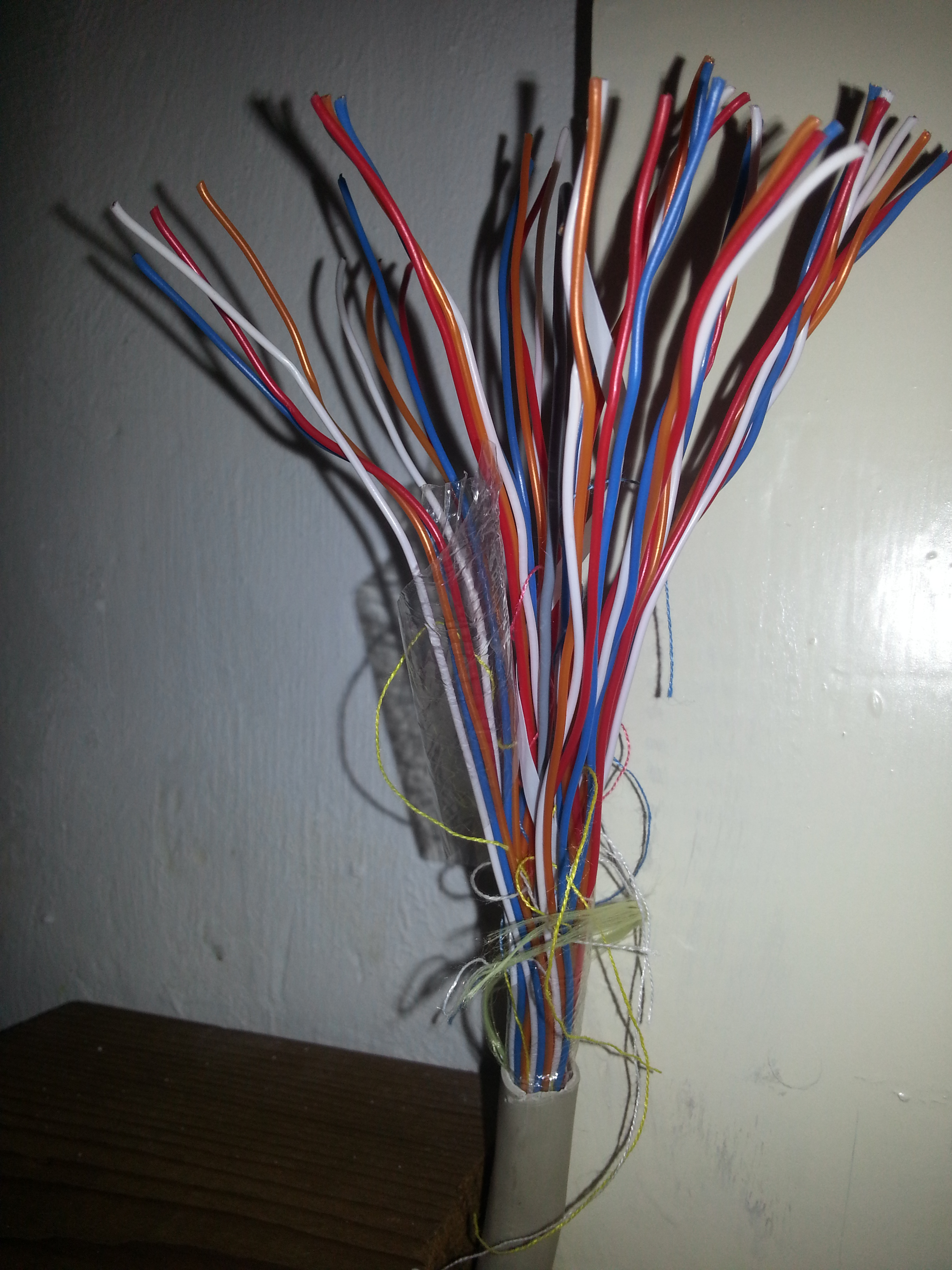
Binnenkabel Norm 88 KPN: 10×(4×0,5+0,8)

Een telefoonkabel is geschikt voor  analoge signalen, zoals analoge telefonie, maar tegenwoordig ook voor het transport van digitale signalen, zoals ISDN en xDSL, digitale radio en televisie. Telefoonkabels worden vaak toegepast in lokale (binnenshuis) telefonienetwerken.
Omdat een telefoonkabel tegenwoordig veel meer toepassingen heeft, is de naam telefoonkabel verouderd. Bij KPN spreekt men, om onderscheid te maken met glasvezel, tegenwoordig van koper. Dat sluit niet elke verwarring uit, want een coaxkabel is ook van koper.
Een standaard telefoonkabel (Norm 88 voor binnenkabels en Norm 92 voor grondkabels) is in Nederland opgebouwd uit vierslagen [Engels:quad] een groep van vier geïsoleerde aders en een blanke draad.
In Nederland wordt in het openbare netwerk van KPN Telecom geen getwiste aders toegepast, hoewel de term dubbeldraad wel binnen de PTT en later KPN Telecom wordt gebruikt, zijn het altijd vierslagen.
De aders hebben in Nederland dezelfde kleuren als de Nederlandse vlag plus wimpel.
Een kabel met één groep wordt aangegeven met 1×4×0,5 + 1×0,5 mm. Dit wil zeggen: één groep van vier aders met een nominale geleiderdiameter van 0,5 mm en de blanke koperdraad (aarddraad) van 0,5 mm. Bij een kabel met meerdere groepen wordt de volgorde van de kleuren steeds herhaald, de aardader is dan 0,8 mm en grijs. Om de groepen toch eenvoudig van elkaar te onderscheiden, is er om elke groep een gekleurd touwtje (kendraad) gewikkeld.
Telefoonkabels zijn er ook in andere uitvoeringen met verschillende kleurencombinaties. In onderstaande tabel zijn de meest voorkomende combinaties getoond.
| Norm 88/92  | Norm 43/44/45 | Bell system                    | 25-pair code                   | Opmerking |
| ----------- | ------------- | ------------------------------ | ------------------------------ | --------- |
| rood (a)    | rood (a)      | groen                          | blauw                          | Paar 1    |
| blauw (b)   | blauw (b)     | rood                           | wit/blauw                      | Paar 1    |
| oranje (a') |               | zwart                          | wit/oranje                     | Paar 2    |
| wit (b')    | geel (EB)     | geel                           | oranje                         | Paar 2    |
| blank koper | groen (⏚)     | Aarddraad ontbreekt hier vaak. | Aarddraad ontbreekt hier vaak. | Aarding   |